# Cryptodiscus
Cryptodiscus Corda (śluźnica) – rodzaj grzybów z rodziny Stictidaceae. Ze względu na współżycie z glonami zaliczany jest do grupy porostów. W Polsce występuje jeden gatunek.

## Systematyka i nazewnictwo
Pozycja w klasyfikacji według Index Fungorum: Stictidaceae, Ostropales, Ostropomycetidae, Lecanoromycetes, Pezizomycotina, Ascomycota, Fungi.
Synonimy nazwy naukowej:
- Bryophagus Nitschke ex Arnold 1862
- Diplocryptis Clem. 1909
- Gloeolecta Lettau, Feddes Repert. 1937
- Lettauia D. Hawksw. & R. Sant. 1990
- Paschelkiella Sherwood 1987
- Pseudostictis Lambotte 1887[3].

Nazwa polska według W. Fałtynowicza.

## Niektóre gatunki
- Cryptodiscus gloeocapsa (Nitschke ex Arnold) Baloch, Gilenstam & Wedin 2009 – śluźnica mchowa
- Cryptodiscus minutissimus (Vězda) Baloch 2009

Nazwy naukowe na podstawie Index Fungorum. Nazwy polskie według W. Fałtynowicza.